# Nelson Doi
Nelson K. Doi, född 1 januari 1922 i Pahoa på Hawaii, död 16 maj 2015 i Waimea på ön Hawaii, var en amerikansk demokratisk politiker. Han var Hawaiis viceguvernör 1974–1978.
Doi studerade vid University of Hawaii. Han blev 1954 invald i Hawaiiterritoriets senat där han tjänstgjorde 1955–1959. Han var sedan ledamot av delstaten Hawaiis senat fram till 1969.
Doi tillträdde 1974 som viceguvernör. Han efterträddes 1978 av Jean King.